# Ab-Soul
Herbert Anthony Stevens IV (ur. 23 lutego 1987 w Carson w Kalifornii), znany jako Ab-Soul – amerykański raper, związany z wytwórniami Top Dawg Entertainment i Interscope Records. Jest członkiem hip-hopowej grupy Black Hippy, do której należą również Kendrick Lamar, Jay Rock i Schoolboy Q. Do tej pory wydał sześć solowych albumów studyjnych: Longterm Mentality, Control System, These Days..., Do What Thou Wilt., Herbert, Soul Burger.

## Dyskografia

### Albumy
- Longterm Mentality (2011)
- Control System (2012)
- These Days... (2014[2])
- Do What Thou Wilt. (2016)
- Herbert (2022)
- Soul Burger (2024)

### Mixtape'y
- Longterm (2009)
- Longterm 2: Lifestyles of the Broke and Almost Famous (2010)